# 柯亭駅
柯亭駅（カジョンえき）は、大韓民国全羅南道谷城郡にある蟾津江汽車村の駅である。
観光用蒸気機関車が平日2往復、休日4往復運行されているほか、レールバイクの終着駅でもある。1999年から4年余りの間はソウル駅から当駅までムグンファ号観光列車が運行されることもあった。
列車ペンションが運営されており、4217号ディーゼル機関車がトンイル号客車に接続されている。

## 歴史
- 1999年：ソウル駅 - 当駅にムグンファ号観光列車が運行開始。
- 日時不明：観光列車が運行中止。
- 2004年4月：蟾津江汽車村が開業し、ミニ列車の運行開始。
- 2005年3月：正式開業。